# Балтацени (Валча)
Балтацени (рум. Băltățeni) насеље је у Румунији у округу Валча у општини Томшани. Oпштина се налази на надморској висини од 352 m.

## Становништво
Према подацима из 2002. године у насељу је живело 442 становника, од којих су сви румунске националности.